# Carlo Dell'Omodarme
Carlo Dell'Omodarme (La Spezia, Provincia de La Spezia, Italia, 12 de febrero de 1938) es un exfutbolista y director técnico italiano. Se desempeñaba en la posición de centrocampista.

## Clubes

### Como futbolista
| Club               | País           | Año         |
| ------------------ | -------------- | ----------- |
| Juventus F. C.     | Italia         | 1956 - 1957 |
| Parma F. C.        | Italia         | 1957 - 1958 |
| Alessandria Calcio | Italia         | 1958        |
| Calcio Como        | Italia         | 1958 - 1961 |
| S. P. A. L. 1907   | Italia         | 1961 - 1963 |
| Juventus F. C.     | Italia         | 1963 - 1966 |
| S. P. A. L. 1907   | Italia         | 1966 - 1969 |
| U. C. Cuoiopelli   | Italia         | 1971 - 1972 |
| Rochester Lancers  | Estados Unidos | 1972        |

### Como entrenador
| Club             | País   | Año         |
| ---------------- | ------ | ----------- |
| U. C. Cuoiopelli | Italia | 1971 - 1972 |

## Palmarés

### Campeonatos nacionales
| Título      | Club           | País   | Año     |
| ----------- | -------------- | ------ | ------- |
| Copa Italia | Juventus F. C. | Italia | 1964-65 |